# Exangerona prattiaria
Exangerona prattiaria är en fjärilsart som beskrevs av John Henry Leech 1891. Exangerona prattiaria ingår i släktet Exangerona och familjen mätare. Inga underarter finns listade i Catalogue of Life.